# Oogdominantie
Oogdominantie is het verschijnsel dat het beeld dat door een oog in de hersenen ontstaat het beeld van het andere oog kan onderdrukken. 
Dit kan hinderlijk zijn als beide ogen niet hetzelfde beeld vormen (bijvoorbeeld bij kijken door een monoculaire microscoop of telescoop) of als met slechts een oog gemikt moet worden bijvoorbeeld in de schietsport of bij boogschieten. Als het hiervoor gebruikte oog niet het dominante is, kan het soms nodig zijn het dominante oog dicht te knijpen of af te dekken. Op een microscoop kan een grijs of zwart kartonnetje voor het andere oog soms uitkomst brengen. Dit lukt natuurlijk alleen als het niet-dominante oog wel in staat is een scherp beeld te leveren; vaak is de reden van de dominantie van het andere oog dat dit niet het geval is.
Bij de verschillende biljartsporten is het dominante oog van belang om te bepalen welk oog in een loodrechte lijn boven de keu gehouden dient te worden. Spelers zonder dominant oog houden vaak de neus in een loodrechte lijn boven de keu.
Bij ongeveer twee derde van de bevolking is het rechteroog het dominante oog. Een klein deel van de bevolking heeft zelfs helemaal geen dominant oog.